# Attelwil
Attelwil (schweizertyska: Attewiu) är en ort i kommunen Reitnau i kantonen Aargau, Schweiz. Orten var före den 1 januari 2019 en egen kommun, men inkorporerades då in i kommunen Reitnau.